# ديزني رودريغيز
ديزني رودريغيز هو مصارع رياضي كوبي، ولد في 27 سبتمبر 1985.

## وصلات خارجية
- ديزني رودريغيز على موقع قاعدة بيانات المصارعة الدولية (الإنجليزية)
- ديزني رودريغيز على موقع أوليمبيديا (الإنجليزية)